# Центральный (Мордовия)
Центральный — поселок Торбеевского района Республики Мордовия в составе Салазгорьского сельского поселения. 

## География
Находится на расстоянии примерно 10 километров по прямой на запад от районного центра поселка Торбеево.

## История
Поселок основан в 1960-х годах как центральная усадьба совхоза "Светлый путь" и птицефабрики. С началом перестройки совхоз и птицефабрика развалились.

## Население
Постоянное население составляло 267 человек (мордва-мокша 75%) в 2002 году, 210 в 2010 году .